# Adolfo Cueto
Adolfo Cueto (Madrid, 31 de enero de 1967-Madrid, 4 de diciembre de 2016) fue un poeta español en lengua castellana.  

## Biografía
Influido por Lorca, quien afirmaba haber llegado al mundo con el siglo XX, Adolfo Cueto solía decir que había nacido en Madrid en 1969, pero en realidad fue en 1967. Cursó estudios de Filología Hispánica y de Derecho y formó parte de un grupo de poetas que se reunía en el café Rey Fernando de Madrid, por iniciativa del poeta Carlos Javier Morales, compañero del colegio Los Olmos y de la Universidad Complutense. Entre los contertulios figuraban habitualmente Javier Jover Jaume, Fernando Castanedo Arriandiaga, Armando Pego Puigbó, el tempranamente desaparecido Miguel Jiménez Molina o Ana Isabel Ballesteros Dorado. En 1994, en el número 2 de la revista literaria que dirigía esta última, De Babel, Adolfo Cueto publicó por primera vez algunos poemas. Fue también asiduo de las "Veladas poéticas" que Basilio Rodríguez Cañada organizaba en el Colegio Mayor Nuestra Señora de África, y del Ateneo de Madrid, en cuyas actividades participó invitado por Alejandro Sanz. Con este proyectaría un programa de Radio, "El latido de la sangre", del que se emitirían algunas grabaciones. Por aquel tiempo trabó amistad con el poeta Francisco Brines y con el profesor y crítico literario José Olivio Jiménez, quienes le transmitieron su experiencia de la poesía y le abrieron aún más el camino de la libertad creadora. Años después, en la editorial de su contertulio Javier Jover Jaume, se imprimió Diario mundo, libro destacado en las páginas de El Cultural como uno de los mejores de autor novel aparecido ese año. Previamente, había sido antologado en varios recuentos poéticos.
Tras un largo período de silencio editorial, solo interrumpido por la aparición del cuadernillo Bilingüe 7 poemas, dio a la luz el fruto del trabajo de casi una década de escritura (Work in progress), a través de los siguientes títulos: Palabras subterráneas, Dragados y Construcciones y Diverso.es.
Colaborador de radio durante los años 90, su poesía recibió diversos galardones, entre los que destacan el Premio Emilio Alarcos, el Ciudad de Burgos o el Manuel Alcántara. Su obra está traducida parcialmente al inglés y al árabe. Vinculado al mundo de la edición, ejerció también la crítica literaria.
De raíces asturianas, estuvo muy vinculado a esta región.
Murió de forma imprevista en Madrid, el 4 de diciembre de 2016, un mes antes de cumplir cincuenta años.
Póstumamente, la editorial Renacimiento publicó Habitar una casa en la era de Acuario, dos libros reunidos en uno, que el poeta había dejado preparados para su edición.

## Obra poética
- Diario mundo (Palma de Mallorca, Calima, 2000).
- 7 poemas (Damasco, Instituto Cervantes, 2007 –ed. bilingüe, no venal).
- Palabras subterráneas [2001-2004] (Sevilla, Renacimiento, 2010).
- Dragados y Construcciones [2005-2009] (Madrid, Visor, 2011).
- Diverso.es [2009-2011] (Madrid, Visor, 2014).
- Habitar una casa en la era de Acuario (Sevilla, Renacimiento, 2022).

## Galardones
- Premio Emilio Alarcos de Poesía 2010 por Dragados y Construcciones.
- Premio Ciudad de Burgos de Poesía 2013 por Diverso.es.
- Premio de Poesía Manuel Alcántara 2016 por su poema "Nuevos destinos paradisíacos".

## Inclusión antologías
- Aldea poética (Madrid, Ópera Prima, 1997).
- Poesía ultimísima (Madrid, Libertarias/Prodhufi, 1997).
- Milenio (Madrid, Celeste-Sial, 1999).
- Aldea poética II (Madrid, Ópera Prima, 2000).
- La voz y la escritura (Madrid, CAM- ONCE, 2001).